# 하위 측면 호
하위 측면 호(infralateral arc) 또는 하위 접선 호(lower lateral tangent arc)는 희귀한 무리의 일종으로, 흰색 환일원 아래의 무지개와 유사하게 나타나는 광학 현상이다. 상위 측면 호와 함께 좀처럼 관측되지 않는 46도 무리의 바깥쪽에 위치하지만, 상위 측면 호와 달리 하위 측면 호는 항상 환일원 아래에 위치한다.
하위 측면 호의 형태는 태양의 고도에 따라 달라진다. 해가 뜨는 시점부터 태양이 지구 지평선 위 약 50°에 도달하기 전까지는 46° 무리의 양쪽에 두 개의 하위 측면 호가 위치하며, 이들의 볼록한 정점은 46° 무리에 접해 있다. 관측된 태양이 68° 위로 올라가면 두 개의 호가 태양 바로 아래 수직으로 46° 무리에 접하는 하나의 오목한 호로 합쳐진다.
하위 측면 호는 태양광이 수평으로 정렬된 막대 모양의 육각형 빙정의 육각형 밑면을 통해 들어와 프리즘 면 중 하나를 통해 나갈 때 형성된다. 하위 측면 호는 약 1년에 한 번 발생한다. 이들은 종종 외접무리 및 상위 접선 호와 함께 관측된다.

## 같이 보기
- 천정호
- 접선호
- 패리 호